# امانوئل شورتز
امانوئل شورتز (انگلیسی: Emmanuelle Swiercz؛ زادهٔ ۱ دسامبر ۱۹۷۸) نوازنده پیانو اهل فرانسه است.